# Saint-Julien-du-Terroux
Saint-Julien-du-Terroux är en kommun i departementet Mayenne i regionen Pays de la Loire i nordvästra Frankrike. Kommunen ligger i kantonen Lassay-les-Châteaux som tillhör arrondissementet Mayenne. År 2022 hade Saint-Julien-du-Terroux 257 invånare.

## Befolkningsutveckling
Antalet invånare i kommunen Saint-Julien-du-Terroux
| Referens: INSEE |